# Генитален херпес
Гениталният херпес е инфекциозно заболяване, което се предизвиква от вируса херпес симплекс тип 2 (HSV-2).
Проявява се с мехурчета върху зачервена кожа, след спукването на които се образуват ранички в областта на половите органи. Обикновено тези изменения са предшествани от парене и болка в засегнатата област. Тези оплаквания изчезват за около 1 – 2 седмици, но вирусът остава до края на живота на инфектирания човек. Под влияние на някои фактори (отслабване на имунната система, стрес, менструация и др.) е възможно по-късно вирусът отново да се активира и да се прояви – това е т.нар. рецивидиращ генитален херпес.
Гениталния херпес може да се диагностицира чрез изследване на течността от мехурчетата или на кръвта. Лечението се извършва с антивирусни медикаменти.
В редки случаи, инфекцията с генитален херпес усложнява бременността при жената. Това е възможно по време на нормалното раждане. В тези случаи е добре раждането да стане по оперативен път (чрез секцио).
Най-ефикасният метод за избягване на генитални инфекции е чрез избягване на вагинален, орален и анален секс. Употребата на презервативи намалява риска.
Нивата на заболеваемост са по-високи при жените и в развиващите се страни.